# Lorenz Englmann
Lorenz Englmann (* 11. September 1811 in Kirchendemenreuth; † 29. August 1881 in Brennerbad) war ein deutscher Klassischer Philologe und Autor zahlreicher Schulbücher.

## Leben
Englmanns Vater, Wolfgang Englmann, war Schuhmacher. Englmann besuchte 1833 bis 1841 die Lateinschule und das Gymnasium in Amberg, studierte 1841 bis 1847 Philosophie, Theologie und Philologie in München und war 1848 Assistent und 1849 Studienlehrer an der Lateinschule in München. Daneben war er 1848 bis 1853 Repetitor am Kadettenkorps. 1853 wurde er Professor am Ludwigsgymnasium in München, dessen Direktor er 1860 wurde. 1872 wurde er Direktor des Wilhelmsgymnasiums.
Lorenz Englmann war ein sehr erfolgreicher Schulbuchautor, der regen Kontakt mit der Kollegenschaft unterhielt und seine Schulbücher immer wieder verbesserte, sodass sie bis ins 20. Jahrhundert als Standardlehrwerke des Lateinunterrichtes galten. Zu seiner Zeit war die Krone des Unterrichts das Übersetzen des Deutschen ins Lateinische, womit die gesamte Oberstufe verbracht wurde. Deshalb sind seine Lehrbücher heute weitgehend nicht mehr verwendbar.
Seine deutschen Grammatiken wurden auch bei der Rechtschreibreform 1901 als Grundlage herangezogen.
Lorenz Englmann starb 1881 in Brennerbad.

## Grabstätte

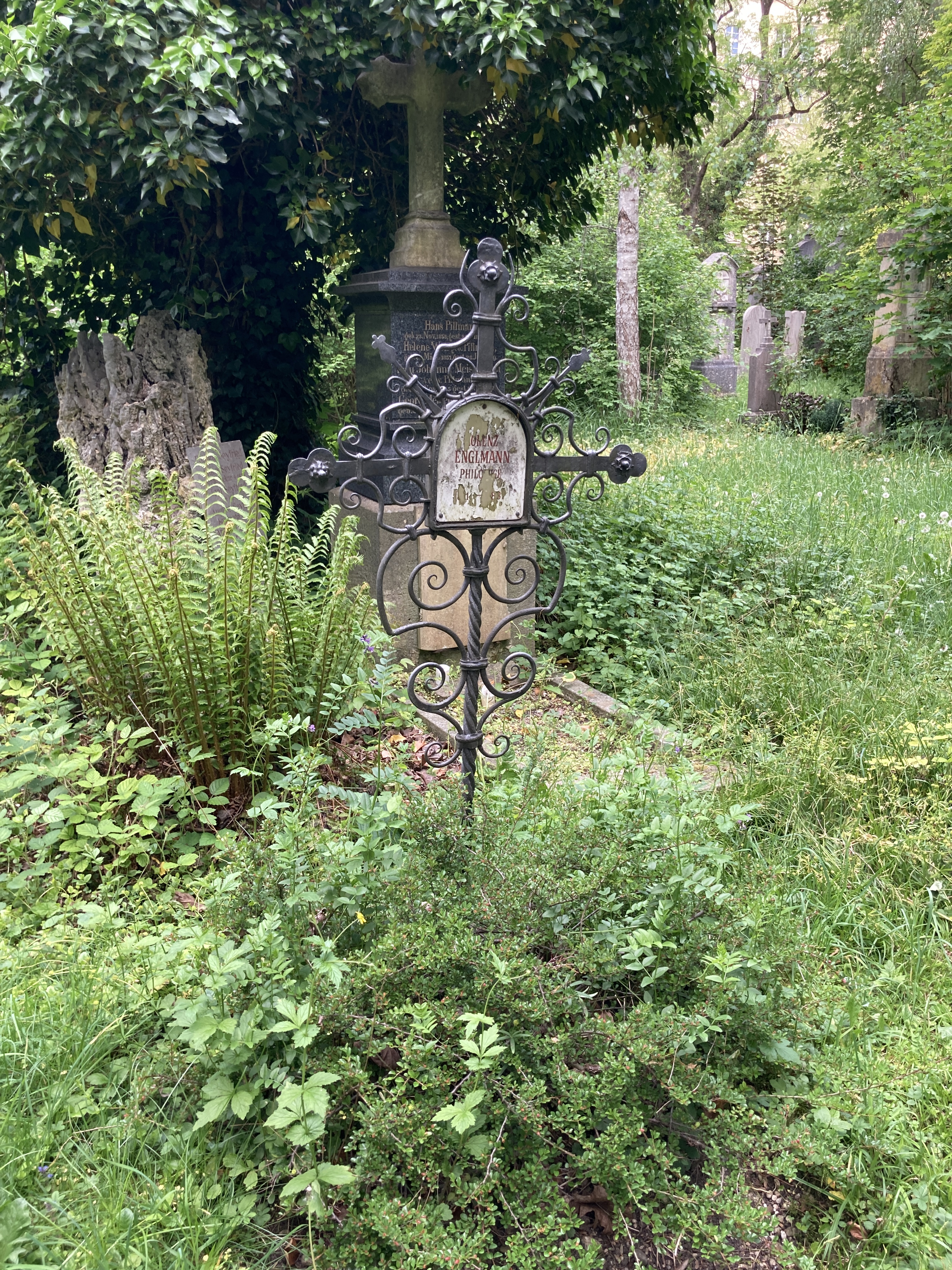
Grab von Lorenz Englmann auf dem Alten Südlichen Friedhof in München

Die Grabstätte von Lorenz Englmann befindet sich auf dem Alten Südlichen Friedhof in München (Gräberfeld 14 – Reihe 1 – Platz 43) Standort.

## Namensgeber für Straße
Nach Lorenz Englmann wurde 1925 in München im Stadtteil Berg am Laim (Stadtbezirk 14 - Berg am Laim) die Englmannstraße benannt Standort.

## Werke (Auswahl)
- Lateinischer Vorbereitungsunterricht. Lindauer, München 1870 (online).
- Anleitung zum lateinischen Vorbereitungsunterricht. Lindauer, München 1866 (online).
- Lateinisches Elementarbuch für die erste Klasse der Lateinschule. Buchner, Bamberg 1875 (online).
- Lateinisches Lesebuch für die unteren Klassen der lateinischen Schulen. Buchner, Bamberg 1858 (online).
- Lateinisches Lesebuch – Erster Teil. Buchner, Bamberg 1871 (Einführungsunterricht, online).
- Lateinisches Lesebuch – Zweiter Teil. Buchner, Bamberg 1874 (Lektürephase, online).
- Übungsbuch zum Übersetzen aus dem Deutschen ins Lateinische – Formenlehre. Band 1, Lindauer, München 1872 (online).
- Übungsbuch zum Übersetzen aus dem Deutschen ins Lateinische – Syntax I; Kongruenz- und Kasuslehre. Band 2, Lindauer, München 1872 (online).
- Übungsbuch zum Übersetzen aus dem Deutschen ins Lateinische – Syntax II; Zusammenhängende Aufgaben zur Wiederholung der gesamten Grammatik. Band 3, Lindauer, München 1873 (online).
- Übungsbuch zum Übersetzen aus dem Deutschen ins Lateinische – Aufgaben zu lateinischen Stilübungen I. Band 4, Lindauer, München 1868 (online).
- Übungsbuch zum Übersetzen aus dem Deutschen ins Lateinische – Aufgaben zu lateinischen Stilübungen II. Band 5, Lindauer, München 1871 (online).
- Grammatik der lateinischen Sprache für Schulen. Buchner, Bamberg 1875 (online).
- Grammatik der griechischen Sprache für Schulen. Buchner, Bamberg 1875 (online).
- Grammatik der deutschen Sprache für Schulen. Lindauer, München 1870 (online).
- Grammatik der deutschen Sprache. Buchner, Bamberg 1880 (online).
- Mittelhochdeutsches Lesebuch. Mit Anmerkungen, Grammatik und Wörterbuch. Lindauer, München 1866 (online).
- Deutsche Orthographie und alphabetisches Wörterverzeichniß für richtige Schreibung und Beugung. Buchner, Bamberg 1875 (online).